# 戦闘的共産主義者細胞
戦闘的共産主義者細胞（せんとうてききょうさんしゅぎしゃさいぼう、Cellules Communistes Combattantes、CCC）はベルギーの極左テロ組織。

## 概要
1980年代のベルギーにてNATO、米国企業、ベルギー産業同盟などをターゲットに爆破テロを実行したが、ハンバーガーショップを爆破し2人を殺害した容疑で1985年に警察の摘発によりリーダー兼創設者であるピエール・カレット(Pierre Carette)が逮捕され、1986年に解散した。
ピエール・カレットは2003年に釈放されたものの、2008年に元メンバーだったBertrand Sassoyeと共にイタリアの極左集団政治軍事委員会(Partito Comunista Politico-Militare)と関わった容疑で逮捕されている。

## 拘束中のメンバー
- ピエール・カレット（フランス語版）
- Bertrand Sassoye
- Pascale Vandegeerde
- Didier Chevolet